# Классный мюзикл: Мюзикл
Классный мюзикл: Мюзикл (англ. High School Musical: The Musical: The Series) — американский комедийно-драматический сериал, выходивший с 2019 по 2023 год.

## Создание
Шоу создано сценаристом и продюсером Тимом Федерле на основе одноимённой серии фильмов режиссёра и хореографа Кенни Ортеги, вышедших в 2006—2008 годах. Премьерный эпизод демонстрировался на каналах ABC, Disney и Freeform, дальнейший показ проходил на платформе Disney+. Сюжет рассказывает о жизни учеников старшей школы East High в Солт-Лейк-Сити, увлечённых музыкальным театром.

## Отзывы
Проект получил преимущественно положительные отзывы критиков и зрителей. Первый и второй сезоны имеют рейтинг 75 % на сайте Rotten Tomatoes, третий и четвёртый сезоны — 100 %. В 2022 году «Классный мюзикл» удостоился премии Kids’ Choice Awards как лучший сериал, а исполнители главных ролей Джошуа Бассетт и Оливия Родриго были названы лучшими телеактёрами.

## Обзор сезонов
| Сезон | Сезон | Эпизоды | Оригинальная дата показа | Оригинальная дата показа |
| Сезон | Сезон | Эпизоды | Премьера сезона          | Финал сезона             |
| ----- | ----- | ------- | ------------------------ | ------------------------ |
|       | 1     | 10      | 8 ноября 2019            | 10 января 2020           |
|       | 2     | 12      | 14 мая 2021              | 30 июля 2021             |
|       | 3     | 8       | 27 июля 2022             | 14 сентября 2022         |
|       | 4     | 8       | 9 августа 2023           | 9 августа 2023           |